# Know Your Rights and Claim Them
 (avril 2023).
 (août 2023).
Know Your Rights and Claim Them est un livre écrit par Angelina Jolie et Géraldine Van Bueren publié en 2021.

## Contexte d'écriture
En 2021, Angelina Jolie et Amnesty International annoncent la sortie d'un livre sur les droits de l'enfant à destination du jeune public. Cette collaboration a pour vocation de développer la capacité des enfants à dénoncer l'injustice en renforçant leurs connaissances sur leurs différents droits. Pour encadrer la dimension juridique du livre, Angelina Jolie décide d'écrire cet ouvrage avec l'avocate Géraldine Van Bueren, également rédactrice de la Convention des Nations unies sur les droits de l'enfant. 
Know Your Rights and Claim Them est publié dans les librairies le 2 septembre 2021 au Royaume-Uni avant d'être disponible également aux États-Unis, en Australie, en Grèce, en Nouvelle-Zélande, en Corée du Sud, au Danemark et en Allemagne. Il est accessible à la commande en ligne dans les autres pays, mais les autrices souhaitent étendre sa publication au plus grand nombre possible de langues et de pays. 

## Résumé
Les individus de moins de 18 ans ont aussi des droits qui ne se réduisent pas à une adaptation des droits de l'Homme. Les droits de l'enfant sont des libertés et des protections uniques conçues pour eux. Les gouvernements devraient les faire respecter, mais ils sont bafoués dans le monde entier. L'essai présente les différents droits de l'enfant et explique pourquoi ils sont importants dans le monde. Qu'il s'agisse de l'égalité des sexes et des races, de la liberté d'expression, de la santé, d'un climat sain ou d'un environnement durable, c'est selon l'ouvrage à chaque enfant de les revendiquer.
Know Your Rights (and Claim Them) célèbre les changements que les jeunes militants des quatre coins du monde ont permis et montre comment contester les injustices. Il présente des conseils d'experts sur la protestation pacifique, la sensibilisation à l'école et dans au sein des communautés, comment lancer une campagne et obtenir l'écoute de ceux qui détiennent le pouvoir, ainsi que des conseils pour les enfants sur la protection de leur sécurité physique, numérique et mentale.

## Développement
Angelina Jolie a souhaité proposer une alternative pour que les enfants puissent se former de façon autodidacte. L'actrice a déclaré avoir peur pour sa famille et reproche au gouvernement américain de ne pas en faire assez en matière de protection des mineurs. 
En 1989, les Nations unies ont proposé une convention relative aux droits de l'enfant qui fut ratifiée par de nombreux États, mais malgré cela, ils rencontrent toujours des difficultés en matière de protection des jeunes ou pour faire appliquer ces droits. 

### Déclarations
Dans une interview pour Amnesty International, l'actrice américaine a déclaré qu'il ne s'agissait pas uniquement pour les enfants de connaître leurs droits, mais de savoir ce qu'il y a de plus sain pour eux, ce qui est le mieux pour les protéger. 